# Slåttergubbe

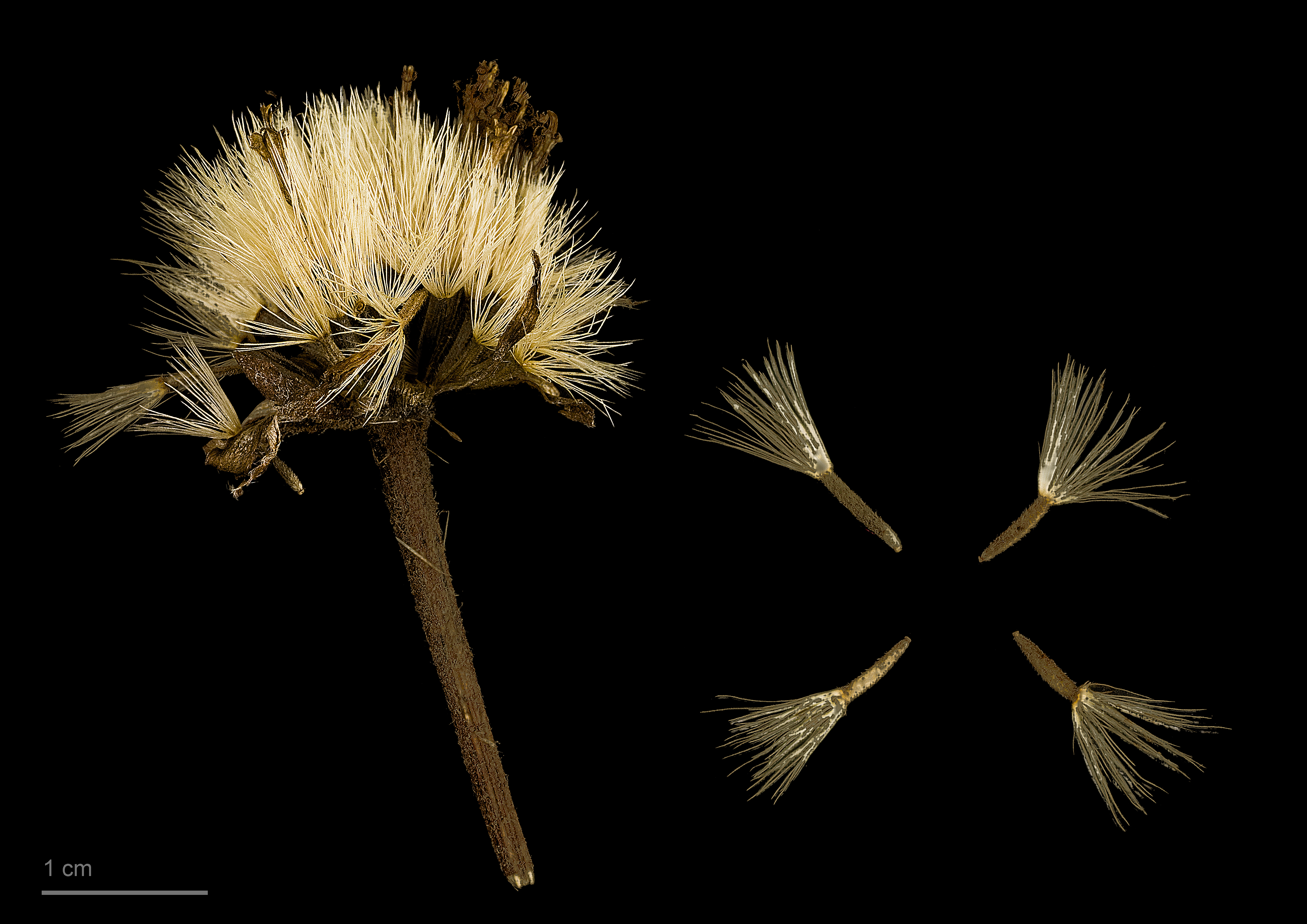
Slåttergubbe som gått i frö

Slåttergubbe eller hästfibbla (Arnica montana), särskilt i hälsokostsammanhang ofta kallad enbart arnica, är en flerårig växt som tillhör släktet arnikor och familjen korgblommiga växter. Arten är på tillbakagång och rödlistad (kategori VU) i Sverige.

## Beskrivning
Slåttergubben är ganska vanlig och påträffas på öppen, frisk, mager, kalkfattig sandjord, exempelvis naturbetesmark, hedar, glesa skogar, bryn, slåtterängar, stigkanter och vägrenar. Slåttergubben är utbredd i hela södra Sverige, med undantag för östkusten, södra Norge och så gott som hela Danmark. Den kommer troligen från Pyrenéerna, men är utbredd över hela Europa.
Slåttergubbe blir 20–50 centimeter hög och blommar i juni–juli med aromatiskt doftande guloranga strålblommor. Bladen är elliptiska med 5 bågböjda nerver. Korgarna är 6–8 centimeter breda, men de nedre korgarna mindre.
Två underarter noteras: subsp. montana som förekommer i Skandinavien och centrala Europa samt subsp. atlantica som förekommer i södra Frankrike, Spanien och Portugal.

## Utbredning
Arten förekommer med flera från varandra skilda populationer i Europa norrut till södra Skandinavien. Den saknas i Finland, i Storbritannien, i Irland och i Island. Slåttergubbe växer i låglandet och i bergstrakter upp till 2 750 meter över havet.

## Läkeväxten
Insamling av läkeväxten slåttergubbe görs under blomningstiden. Antingen plockas blomsterhuvudena flos arnicae cum calycibus eller också avlägsnas blomsterbotten,  flos arnicae sine calycibus, som sen torkas. Drogen som tillreds därav har en svagt aromatisk doft och bitter, skarp kryddsmak. Man kan även samla in rötterna, radix arnicae, och de är betydligt rikare på eteriska oljor än vad blomstren är.
Detta naturläkemedel verkar antiseptiskt, magstärkande och främjar ämnesomsättningen, och brukar vanligtvis appliceras som etanolextrakt utvärtes genom omslag vid inflammerade, variga sår. Den eteriska oljans retande effekt utnyttjas vid ledgångs- och muskelreumatism.

## Bygdemål
| Benämning       | Trakt         | Referens |
| --------------- | ------------- | -------- |
|                 |               |          |
| Burmänner       | Bohuslän      | [ 2 ]    |
| Fibler          | Östergötland  | [ 3 ]    |
|                 |               |          |
| Håväxter        | Västergötland | [ 2 ]    |
| Hästfibler      | Småland       | [ 2 ]    |
| Nysblad         | Östergötland  | [ 2 ]    |
| Vill ringblomma | Närke         | [ 2 ]    |

I Skåne och Blekinge förekommer namnen Sankt Hans-urta och sammandraget till Sanhansurta (urta = ört) eftersom växten blommar kring midsommar, då även helgonet Sankt Hans, Johannes Döparen firas.
I Blekinge förekommer även namnet Missummarsurta med syftning på blomningen i midsommartid. Detta ska dock inte förväxlas med Midsommarblomster, som är en annan växt, Geranium sylvaticum.
I sammanhanget kan även noteras diktsamlingen Sanct Hans Urt vi sanke av den danske poeten Fredrik Nygaard. (Sanke är ett gammaldags ord för samla.)

## Blomsterur
Linné anger att slåttergubbe-blommans öppningstid passar för att i ett blomsterur ange kl 06. (Uppgift om klockslag då blomman sluter sig saknas t v.)
Klockslager för Linnés blomsterur gäller för sann soltid.a)

──────────

a) Se Blomsterur för en diskussion av det visade klockslaget.

## Hotstatus
I regioner där arten är sällsynt hotas beståndet när växten plockas som läkemedel. Slåttergubbe påverkas även negativ av gödsel. Växten har fortfarande en stor population. Den listas av IUCN som livskraftig (LC).